# Museum der Grafschaft Rantzau

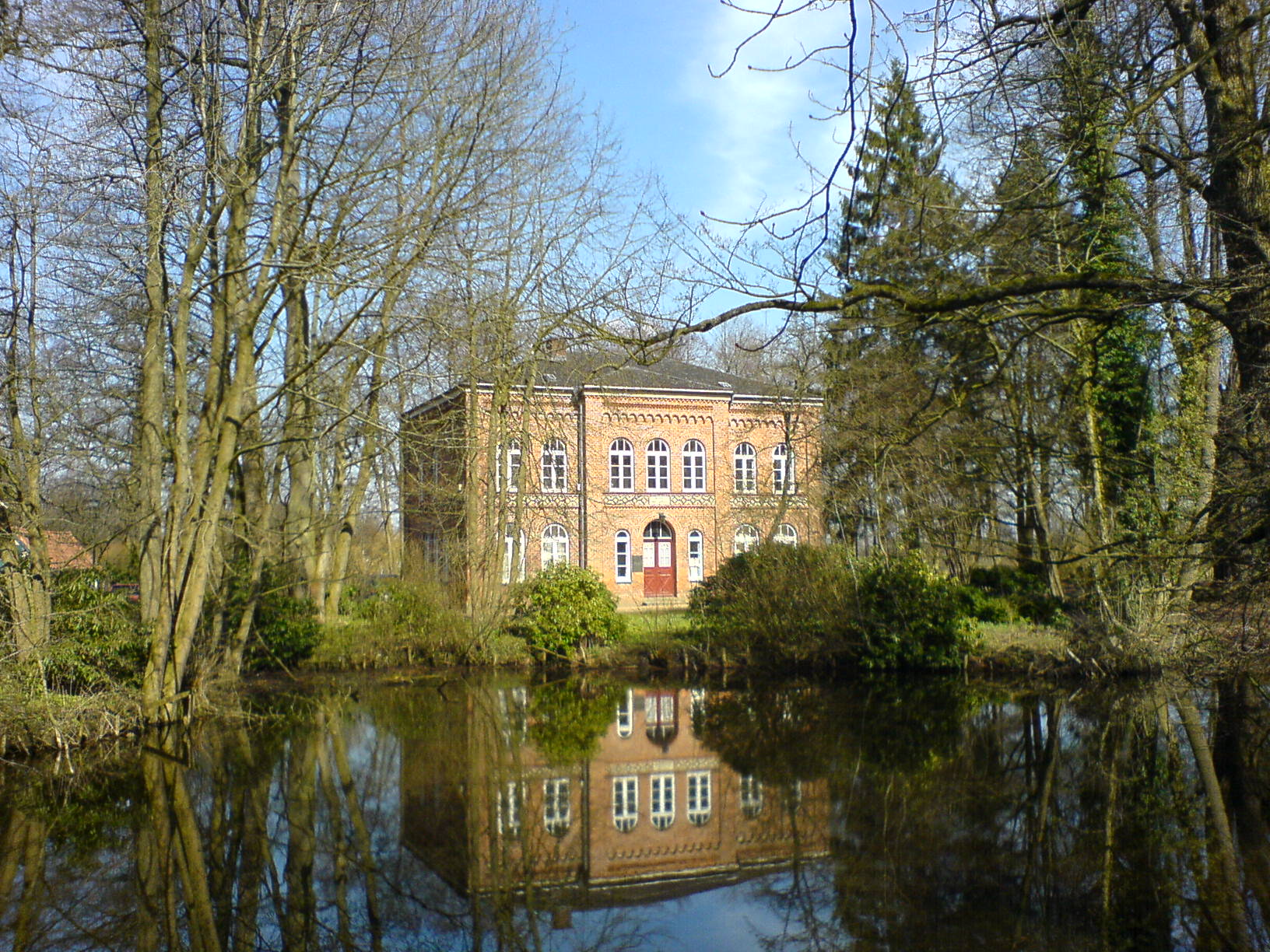
Das Gebäude des Museums auf der Schlossinsel in Barmstedt

Das Museum der Grafschaft Rantzau befindet sich auf der Barmstedter Schlossinsel in Barmstedt im südlichen Schleswig-Holstein.
Das Museum widmet sich der einstigen Reichsgrafschaft Rantzau, die 1650 durch Christian zu Rantzau begründet und 1721 aufgrund des Mordes an Christian Detlev zu Rantzau vom dänischen König konfisziert wurde. Im Museum wird zudem die weitere Geschichte der Stadt Barmstedt und ihrer Umgebung von der Früh- bis in die Neuzeit ausgestellt. Ein besonderes Augenmerk wird dabei auf die Landwirtschaft und das Handwerk, speziell die Schuhmacherei, gelegt, die in der einstmals ländlichen Umgebung wichtigsten Wirtschaftszweige. Barmstedt galt im 19. Jahrhundert als Schusterstadt. Die Sammlungen stammen zu einem großen Teil aus privaten Spenden Barmstedter Bürger.
Das Museum wurde 1910 gegründet und befindet sich seit 1979 im Gebäude des ehemaligen Königlich Preußischen Amtsgerichts, dessen Nachfolgebehörde hier bis 1975 ihren Sitz hatte. Das zweistöckige Haus mit ca. 200 m² Ausstellungsfläche wurde 1863 errichtet.